# جشنواره سراسری طنز مکتوب
جشنواره طنز مکتوب توسط حوزه هنری از سال ۱۳۸۵ تا کنون هشت دوره را پشت سر گذاشته است. 

دفتر طنز  حوزه هنری در سال ۱۳۷۹ جشنواره «طنز دانشجویی» و بعد از آن با دو سال وقفه «جشنواره بین‌المللی طنز» را در چند رشته مانند نثر، کاریکاتور، فیلم کوتاه و ... برگزار کرد.

از سال ۱۳۸۵ این جشنواره عنوان «طنز مکتوب» گرفت و از سایر جشنواره‌های طنز متمایز شد.

این جشنواره از سال ۱۳۹۱ به «طنز سوره» تغییر نام داده و هم‌اکنون به صورت دوسالانه در حال برگزاری است.

## شرح جشنواره
دفتر طنز حوزه هنری در توضیح و شرح این جشنواره اینچنین آورده‌است:
حوزه هنری که رسالت اصلی خود را بر اشاعه مبانی هنر ارزش گرا، حقیقت مدار و فضیلت خواه نهاده است؛ طنز را به مثابه ابزاری به‌غایت مؤثر و کارآمد برای تبیین مفاهیم اصیل و ناب انسانی، نقد و آسیب‌شناسی معضلات و دغدغه های جمعی و نیز ارائه ارزش های تربیتی و اخلاقی با زبانی پرظرافت و شیرین برگزیده تا در سایه جشنواره سراسری طنز، استعدادها و قابلیت های نسل جوان کشور را در این عرصه شناسایی کند، بسترساز شکوفایی و تجلی ایده ها و خلاقیت های پویا شود و در نهایت افقی منسجم، چشم‌اندازی تعریف شده و الگویی روشن از طنز نجیب و شریف مبتنی بر ارزش ها را برای همه طنزنویسان از امروز تا آینده به جا بگذارد.

بر این اساس، اولین دوره جشنواره طنز مکتوب در سال ۱۳۸۵ برگزار شد و تا کنون با برگزاری هشت دوره؛ میدان رقابت طنزپردازان در رشته هایی مختلف همچون شعر، نثر، مقاله، داستان کوتاه، نمایش، عکس، فیلم کوتاه و استند آپ کمدی خواهد بود؛ 

## سوابق دوره ها

### اولین دوره - دی ماه ۱۳۸۵
در نخستین دوره جشنواره طنز مکتوب،  آثار رسیده در ۴ بخش شعر، نثر، داستان و فیلمنامه داوری شدند. ۷۲۰ شعر، ۴۹۰ داستان، ۳۱۰ نثر و ۵۰ فیلمنامه؛ در مجموع ۲۲۰ اثر به دبیرخانه اولین دوره جشنواره طنز واصل شد.

دبیر جشنواره: عبدالجواد موسوی

#### هیئت داوران
مسعود جعفری جوزانی، محمدرضا ترکی، رضا رفیع، رؤیا صدر، اسدالله امرایی، محمدعلی علومی، حسین معززی نیا، منوچهر احترامی و جلال رفیع.

#### برگزیدگان و تقدیرشدگان
- فیلمنامه: یوسف داودی، نالهید نوذری، باران قلعه، احسان مجتهدی
- داستان کوتاه: یوسف داودی، علی مهر، منصور تبریزی، مهدی بشارتی
- نثر: عبدا... مقدمی، عباس قدیر محسنی، مهدی فرج‌اللهی، حسن ایلالی
- شعر: سعید سلیمان پور، جواد زهتاب، مصطفی حسن‌زاده، فریبا منصوری، عباس احمدی

### دومین دوره- دی ماه ۱۳۸۶
دومین دوره جشنواره طنز مکتوب در دی ماه ۱۳۸۶ برگزار شد. بخش‌های این دوره به نسبت جشنواره اول تغییری نداشت.

آثار دریافت شده به دبیرخانه این جشنواره ۱۳۴۰ اثر اعلام شد. ۶۶۶ شعر، ۲۷۰ نثر، ۲۸۰ داستان و ۷۴ فیلمنامه.

دبیر جشنواره: ناصر فیض

#### هیئت داوران
- بخش شعر: علی موسوی گرمارودی، رضا رفیع، محمدرضا ترکی
- بخش نثر: یوسفعلی میرشکاک، مهدی مجردزاده کرمانی، مسعود کیمیاگر
- بخش داستان: محمدعلی علومی، هوشنگ مرادی کرمانی و منوچهر احترامی
- بخش فیلمنامه: یدالله صمدی، سیدناصر هاشم‌زاده، محمد عبداللهی

#### برگزیدگان و تقدیرشدگان
- فیلمنامه: امیرحسین تاج بخش، ارژنگ حاتمی، لیلا نعمتی، مهدی فرج‌اللهی
- داستان کوتاه: حامد حسین پور، محسن حکیم معانی، ایرج افشاری اصل، ساناز سادات حسنی خوان
- نثر: عبدا... مقدمی، علیرضا لبش، حامد تأملی، امید مهدی‌نژاد، سیدامین تویسرکان
- شعر: عباس صادقی زرینی، رحیم رسولی، عباس احمدی، فریبا صفری، فریدون هاشمی

### سومین دوره-آبان ماه ۱۳۸۷
۶۹۲ اثر شعر، ۵۰۳ اثر نثر، ۱۳۰ اثر داستان کوتاه و ۷۲ فیلمنامه؛ در مجموع ۱۳۹۷ اثر به دبیرخانه جشنواره تحویل داده شد.

دبیر جشنواره: ناصر فیض

#### هیئت داوران
- بخش شعر: ابوالفضل زرویی نصرآباد، سیدعلی میرافضلی، اسماعیل امینی
- بخش نثر: مهدی مجردزاده کرمانی، شهرام شکیبا، رضا رفیع
- بخش داستان: منوچهر احترامی، محمدرفیع ضیایی مسعود کیمیاگر
- بخش فیلمنامه: سیدناصر هاشم‌زاده، حسین معززی نیا و محمد عبداللهی

#### برگزیدگان و تقدیرشدگان
- فیلمنامه: عباس صادقی زرینی، حامد تأملی، ایرج افشاری، مهرداد صدقی
- داستان کوتاه: سمیه رشیدی، مهدی ضیغمی، عباس حسین‌نژاد، فرزین پورمحبی
- نثر: حامد تأملی، مهرداد کرمی، امید مهدی‌نژاد، ارژنگ حاتمی
- شعر: محمدمجتبی احمدی، مهدی استاداحمد، سعید نوری، جواد زهتاب

### چهارمین دوره – آبان ماه ۱۳۸۸
در چهارمین دوره علاوه بر رشته‌های شعر، نثر، داستان و فیلمنامه رشته مقاله نیز به این جشنواره افزوده شد.

در این دوره در مجموع ۱۲۲۹ اثر شامل ۳۲۷ داستان، ۳۹۱ شعر، ۳۶۶ نثر، ۱۰۱ فیلمنامه و ۴۴ مقاله به دبیرخانه جشنواره رسید.
دبیر جشنواره: ناصر فیض

#### هیئت داوران
- بخش شعر: محمدرضا ترکی، سیدعلی میرافضلی، سیدعبدالرضا موسوی
- بخش نثر: شهرام شکیبا، یوسفعلی میرشکاک، حسین یعقوبی
- بخش داستان: محمدعلی علومی، رحیم رسولی، محمدرفیع ضیایی
- بخش فیلمنامه: سیدناصر هاشم‌زاده، حسین معززی نیا، محمدحسین نیرومند
- هیئت داوران بخش مقاله: یوسفعلی میرشکاک، اسماعیل امینی

#### برگزیدگان و تقدیرشدگان
- فیلمنامه: ابوالفضل رودگر، سعید ثقه ای، عزیزا... محمدپور، عبدالمحمد انصاری، سیروان زمانی
- داستان کوتاه: علیرضا لبش، مهرداد صدقی، مهدی دهقانی، فاضل ترکمن، آزاد قدرتی
- نثر:عباس قدیرمحسنی، محسن علینقیان، فرهاد ناجی، افشین امیری ججین
- شعر: عباس صادقی زرینی، سعید سلیمانپور، مصطفی حسن‌زاده، سعید موسوی زاده، نسیم عرب امیری، سعید نوری، راشد انصاری، مصطفی مشایخی، معصومه پاکروان
- مقاله: سعید سلیمان پور، عبدالصمد مقدمی، مهدی فرج‌اللهی

### پنجمین دوره- آبان ماه ۱۳۸۹
در دوره پنجم طنزپردازان با ۳۰۸ شعر، ۳۱۹ نثر، ۲۷۴ داستان کوتاه، ۱۰۱ فیلمنامه کوتاه، ۴۵ مقاله، ۵۸ شعر محلی و ۵۲ نثر محلی در مجموع ۱۱۰۴ اثر در جشنواره شرکت کردند.

در این دوره از جشنواره هیئت داوران در بیانه خود از رشد کمی و کیفی مقالان تقدیر و از عدم توجه طنزپردازان به ساختار طنزها، به خصوص در رشته فیلمنامه اظهار نارضایتی کرد.

همچنین حضور طنزپردازان شهرستانی در دوره پنجم جشنواره تا آن حد چشمگیر بود که توجه هیئت داوران را نیز به خود جلب کرد. این هیئت استقبال فوق را حاصل تلاش‌های دفاتر طنز در حوزه هنری استان‌ها دانست.

هرچند علت دیگر این امر می‌تواند گنجانده شدن شعر و نثر محلی در فراخوان جشنواره باشد، امری که در سال‌های بعد برگزاری جشنواره دنبال نشد.

دبیر جشنواره: ناصر فیض

#### هیئت داوران
- بخش شعر: محمدحسین جعفریان، سید عبدالرضا موسوی
- بخش نثر: یوسفعلی میرشکاک، سیدعلی میرفتاح، شهرام شکیبا
- بخش داستان: مسعود کیمیاگر، محمدعلی علومی، شهرام شفیعی
- بخش فیلمنامه: سیدناصر هاشم‌زاده، زنده یاد علیرضا احمدزاده، رحیم بهبودی فر
- بخش مقاله: سیدعبدالجواد موسوی، ناصر فیض

#### برگزیدگان و تقدیرشدگان
- فیلمنامه: عباس صادقی زرینی، سعید یارندی، ارژنگ حاتمی، رضا احسان پور
- داستان کوتاه: سید عمادالدین قرشی، محمدتقی حسن‌زاده توکلی، احمد نوری دلوئی، فرزانه مصیبی
- نثر: محمدرضا محمدی، هادی دینوری، مهدی زارع
- شعر: عباس احمدی، امید مهدی‌نژاد، مهدی فرج‌اللهی، مجید رحمانی صانع، راشد انصاری، سعید سلیمان پور
- مقاله: سید عمادالدین قرشی، فاطمه تسلیم جهرمی، ابوالفضل حری
- شعر محلی: قاسم رفیعا
- نثر محلی: رضا احسان پور، سعید ترشیزی و حمید علیزاده

### ششمین دوره- مهرماه ۱۳۹۰
کل آثار رسیده به دبیرخانه ششمین دوره جشنواره طنز ۱۰۱۲ اثر است؛ ۲۸۰ داستان، ۳۱۶ شعر طنز، ۹۲ فیلمنامه کوتاه،۲۷۱ قطعه نثر و ۵۳ مقاله.

دبیر جشنواره: ناصر فیض

#### هیئت داوران
- بخش شعر: سیدعلی موسوی گرمارودی، محمدرضا ترکی و اکبر اکسیر
- بخش نثر: یوسفعلی میرشکاک، سیدعلی میرفتاح و شهرام شکیبا
- بخش فیلم‌نامه: سیدناصر هاشم‌زاده، احمدرضا معتمدی و رحیم بهبودی‌فر
- بخش داستان کوتاه: محمدعلی علومی، محمدرفیع ضیایی و مهرداد صدقی
- بخش مقاله: محمدحسین جعفریان، سیدعبدالجواد موسوی و ناصر فیض

#### برگزیدگان و تقدیرشدگان
- فیلمنامه: مجید رحمانی‌صانع، آرمان معراجی، محمدرضا محمدی، غریب منوچهری، حمید عزیزی، رضا محمدزاده
- داستان کوتاه: مهدی زارع، ابراهیم اردلان، علیرضا لبش، علی مهر، ابوذر هدایتی فخر داوود
- نثر: آبتین محبتی، آرمین بوستانی، سیدجواد حیدری‌پور طراحان، محمود سلطانی، سیدمهدی طیار
- شعر: عباس صادقی زرینی، سعید طلایی، راشد انصاری، محمدرضا مختارنژاد، محمد نظری ندوشن
- مقاله: عبدالرضا قیصری، مجتبی احمدی، فاطمه تسلیم‌جهرمی، مهدی فرج‌اللهی، ابوالفضل حری، سید عمادالدین قرشی

### هفتمین دوره - شهریور ۱۳۹۱
در این دوره از جشنواره طنز مکتوب، ۱۰۴۱ اثر؛  ۳۳۷ شعر، ۲۴۹ نثر، ۴۵ مقاله، ۲۹۱ داستان کوتاه، ۶۶ نمایشنامه و ۵۳ کوتاه نوشت، به دبیرخانه هفتمین جشنواره واصل شد. 

همانگونه که مشخص است، اضافه شدن کوتاه نوشت و قرار گرفتن بخش نمایشنامه به جای فیلمنامه از تغییرات این دوره است.

دبیر جشنواره: ناصر فیض

#### هیئت داوران
- بخش نمایشنامه: رحمت امینی، سعید کشن فلاح و رحیم بهبودی
- بخش «کوتاه نوشت» و «داستان کوتاه» : محمدعلی علومی، اسدالله امرایی و عباس حسین‌نژاد
- بخش نثر: شهرام شکیبا، مسعود کیمیاگر و گیتی صفر زاده
- بخش شعر: ناصر فیض، محمدرضا ترکی و اسماعیل امینی
- بخش مقاله: سیدجواد موسوی، محمدباقر انصاری و سید عمادالدین قرشی

#### برگزیدگان و تقدیرشدگان
- نمایشنامه: علی حسنلو، مهرداد صدقی
- داستان کوتاه: علیرضا لبش، محمد بکرانی، معصومه عیوضی، رضا احسان پور، احسان غدیری
- نثر: فرهاد ناجی، فرزین پورمحبی، امین تویسرکانی
- شعر: امید مهدی‌نژاد، مهران حسینی، احمدرضا قدیریان، سیدامیر سادات موسوی، عباس احمدی، مجید رحمانی صانع
- مقاله: محمد حکیم آذر، ابوالفضل حری، فاطمه تسلیم جهرمی
- کوتاه نوشت: ابوالقاسم صلح جو، مهدی فرج‌اللهی

### هشتمین دوره - آبان ۱۳۹۳
- جشنواره طنز حوزه هنری در پله هشتم، با رویکرد استفاده از ظرفیت‌های طنز غیر مکتوب و استفاده از عنوان «سوره» با هدف یکسان‌سازی نام جشنواره‌های حوزه هنری به «طنز سوره» تغییر نام یافت. [۸]

این اتفاق در پی دوسالانه شدن برخی جشنواره‌های حوزه هنری رخ می‌دهد، به این معنا که هشتمین دوره جشنواره با یک سال فاصله زمانی از جشنواره هفتم برگزار خواهد شد.
دبیر جشنواره: ناصر فیض

#### برگزیدگان و تقدیرشدگان
- بخش مقاله: سید محمد رضا طبسی از سمنان، زهرا دری از اصفهان، نجمه زارع از یزد
- بخش عکس: علیرضا رنجبر زیدانلو از خراسان رضوی، محمد صادق رضایی از ایلام، یوسف اکبری از آذربایجان شرقی
- بخش نثر: اکبر نیتی از زنجان، محمد کوه خضری از قم، حامد اسحاقی از یزد
- بخش شعر: سید امیر سادات موسوی از همدان، سعید طلائی از همدان، عباس احمدی از قم، محمد نظری ندوشن از یزد، راشد انصاری از هرمزگان، و سید محمد جواد میر صفی از قم
- بخش نمایش: کاوه مهدوی از تهران، احسان جانمی از اصفهان، سید حسین ساداتی از مازندران
- بخش داستان کوتاه: رضا احسان پور از اصفهان، ابراهیم اردلان از تهران
- بخش فیلم کوتاه: (رتبه برتر نداشت)، مهدی تنگستانی از بوشهر، کوروش عطایی و آزاده موسوی از تهران

### نهمین دوره - آبان ۱۳۹۵
این دوره از جشنواره نیز با نام طنز سوره و به صورت دو سالانه برگزار شد. 
دبیر هنری جشنواره:ابوالفضل زرویی نصرآباد

#### هیئت داوران
- عکس : رسول اولیا زاده، محمد فرنود و مجتبی آقایی
- کاریکاتور : مسعود شجاعی طباطبایی، محمد حسین نیرومند و جواد علیزاده
- نثر : محمد صالح علا، صدیق تعریف و داریوش کاردان
- استند آپ کمدی : رحمت امینی، سجاد افشاریان و حسن وارسته
- مقاله پژوهشی : سید علی موسوی گرمارودی، محمدرضا اصلانی و سید فرید قاسمی
- داستان کوتاه : حبیب احمدزاده، صادق کرمیار و سید علی میر فتاح
- نظم : محمد سلمانی، ناصر فیض و بهاء الدین خرمشاهی

#### برگزیدگان و تقدیرشدگان
- بخش نظم: سید امیر سادات موسوی از تهران ، عباس احمدی از قم، حسن حاتمی بهابادی از یزد، مجید رحمانی صانعاز خراسان رضوی، علی سلیمانی از تهران، عبدالحسین انصاری از هرمزگان
- بخش عکس : هادی دهقان پور از خراسان رضوی، حمیدرضا بازرگانی از زنجان
- بخش کاریکاتور: شهرام رضایی از اردبیل، احسان گنجی از کهگیلویه و بویراحمد
- بخش داستان کوتاه: رضا احسان پور از تهران، نیلوفر مالک از تهران، غلامرضا ربیعی از البرز ، علی مهر از قم
- بخش استندآپ (متن): نیلوفر ناظری از قزوین، عبدالرضا فتحی از مرکزی ، سینا نصرالهی از تهران، رحیمه جمال از گلستان
- بخش استندآپ (اجرا): فرامرز قلیچ خانی از البرز، امیر عضد از تهران، حسین زرتاج اصلی از گیلان
- بخش مقاله: هانیه محرابی از تهران، فاطمه تسلیم جهرمی از فارس، آیدا پارس‌پور از تهران
- بخش عکس: جواد عسکراوغلی از آذربایجان غربی، داود ایزدپناه از کهگیلویه و بویراحمد
- بخش کاریکاتور: عالیه مظاهری از اصفهان، علیرضا پاکدل قوشخانه از خراسان رضوی
- بخش نثر: احسان ملایی از خوزستان، اکبر نیتی از زنجان
- بخش ویژه(چالش‌های اقتصاد مقاومتی): محسن رضوانی از تهران